# Soul Session Live
Soul Session Live é um álbum ao vivo de 1989 do músico James Brown. Creditado na capa como "James Brown & Friends", contém performances de artistas convidados como Joe Cocker, Wilson Pickett, Billy Vera e Robert Palmer. Inclui uma faixa de estúdio, "Gimme Your Love", um dueto entre Brown e Aretha Franklin que foi a primeira e única gravação juntos. Foi lançado em conexão com o documentário da  HBO/Cinemax, Soul Session.

## Faixas
| N.º | Título                       | Artista(s)             | Duração |  |
| 1.  | "Show Introduction"          | James Brown            | 0:28    |  |
| 2.  | "Papa's Got a Brand New Bag" | Brown                  | 3:15    |  |
| 3.  | "How Do You Stop"            | Brown                  | 5:22    |  |
| 4.  | "Cold Sweat"                 | Brown, Wilson Pickett  | 4:08    |  |
| 5.  | "Out of Sight"               | Billy Vera             | 2:34    |  |
| 6.  | "When a Man Loves a Woman"   | Joe Cocker             | 5:46    |  |
| 7.  | "Gimme Your Love"            | Brown, Aretha Franklin | 5:16    |  |
| 8.  | "I'll Go Crazy"              | Brown, Joe Cocker      | 3:16    |  |
| 9.  | "I Got You (I Feel Good)"    | Brown, Robert Palmer   | 3:25    |  |
| 10. | "Try Me"                     | Brown, Robert Palmer   | 5:18    |  |
| 11. | "Living in America"          | Brown & Friends        | 4:06    |  |